# Championnats du monde de cyclisme sur piste juniors 2025
Navigation
Édition précédente Édition suivante
Les Championnats du monde de cyclisme sur piste juniors 2025 ont lieu du 20 au 24 août 2025 sur l'Omnisport Apeldoorn, aux Pays-Bas. Les championnats sont réservés aux coureurs nés en 2007 et 2008 (17/18 ans).

## Présentation
Il s'agit de la 50e édition de ces championnats du monde et les premiers à être organisés en Europe depuis 2019.
343 cyclistes représentant 46 pays sont inscrits, dont la Biélorussie et la Russie qui concourent comme athlètes individuels neutres. Les onze disciplines habituelles sont organisées. Il est à noter que, pour la première fois, les mondiaux pour les féminines sont courus sur les nouvelles distances du kilomètre et de la poursuite individuelle sur 3 000 mètres.
Parmi les participants, trois cyclistes ont déjà été sacrés l'année précédente à Luoyang : l'Italien Alessio Magagnotti (poursuite par équipes), ainsi que les Britanniques Erin Boothman (course à l'américaine) et Henry Hobbs (poursuite individuelle).

## Programme
| Date             | Hommes                                                   | Femmes                                               |
| ---------------- | -------------------------------------------------------- | ---------------------------------------------------- |
| Mercredi 20 août | Vitesse par équipes                                      | Scratch, vitesse par équipes                         |
| Jeudi 21 août    | Keirin, poursuite par équipes, scratch                   | Course à l'élimination, poursuite par équipes        |
| Vendredi 22 août | Course aux points, poursuite individuelle                | Omnium, vitesse individuelle                         |
| Samedi 23 août   | Omnium, vitesse individuelle                             | Course aux points, kilomètre, poursuite individuelle |
| Dimanche 24 août | Course à l'américaine, Course à l'élimination, kilomètre | Course à l'américaine, Keirin                        |

## Médaillés
- (q) signifie que le coureur n'a pas participé à la finale pour la médaille, mais à un tour qualificatif.

### Hommes
| Épreuves               | Or                                                                               | Argent                                                                    | Bronze                                                                                   |
| ---------------------- | -------------------------------------------------------------------------------- | ------------------------------------------------------------------------- | ---------------------------------------------------------------------------------------- |
| Kilomètre              | [[]]                                                                             | [[]]                                                                      | [[]]                                                                                     |
| Keirin                 | [[]]                                                                             | [[]]                                                                      | [[]]                                                                                     |
| Vitesse individuelle   | [[]]                                                                             | [[]]                                                                      | [[]]                                                                                     |
| Vitesse par équipes    | Grande-Bretagne- Archie Gill - Ioan Hepburn - Kristian Larigo - Charlie Holt (q) | Corée du Sud- Choi Tae-ho - Jung Jae-ho - Kim Min-seong - Jeon Woo-ju (q) | Allemagne- Maurice Steckel - Benjamin Bock - Leonidas Rekowski - Finn-Liam Petterson (q) |
| Poursuite individuelle | [[]]                                                                             | [[]]                                                                      | [[]]                                                                                     |
| Poursuite par équipes  | {{}}                                                                             | {{}}                                                                      | {{}}                                                                                     |
| Course aux points      | [[]]                                                                             | [[]]                                                                      | [[]]                                                                                     |
| Américaine             | [[]]                                                                             | [[]]                                                                      | [[]]                                                                                     |
| Scratch                | [[]]                                                                             | [[]]                                                                      | [[]]                                                                                     |
| Omnium                 | {{}}                                                                             | {{}}                                                                      | {{}}                                                                                     |
| Course à l'élimination | [[]]                                                                             | [[]]                                                                      | [[]]                                                                                     |

### Femmes
| Épreuves               | Or                                                                              | Argent                                                   | Bronze                                                                          |
| ---------------------- | ------------------------------------------------------------------------------- | -------------------------------------------------------- | ------------------------------------------------------------------------------- |
| Kilomètre              | [[]]                                                                            | [[]]                                                     | [[]]                                                                            |
| Keirin                 | [[]]                                                                            | [[]]                                                     | [[]]                                                                            |
| Vitesse individuelle   | [[]]                                                                            | [[]]                                                     | [[]]                                                                            |
| Vitesse par équipes    | Italie- Matilde Cenci - Rebecca Fiscarelli - Siria Trevisan - Agata Campana (q) | Allemagne- Lara Colberg - Emilia Waterstradt - Amy Weber | Australie- Olivia Wright - Ebony Robinson - Ella Liang - Leani van der Berg (q) |
| Poursuite individuelle | [[]]                                                                            | [[]]                                                     | [[]]                                                                            |
| Poursuite par équipes  | {{}}                                                                            | {{}}                                                     | {{}}                                                                            |
| Course aux points      | [[]]                                                                            | [[]]                                                     | [[]]                                                                            |
| Américaine             | [[]]                                                                            | [[]]                                                     | [[]]                                                                            |
| Scratch                | Emma Jimenez Palos                                                              | Auke De Buysser                                          | Yana Daniluk                                                                    |
| Omnium                 | {{}}                                                                            | {{}}                                                     | {{}}                                                                            |
| Course à l'élimination | [[]]                                                                            | [[]]                                                     | [[]]                                                                            |

## Tableau des médailles
| Rang  | Nation                       | Or | Argent | Bronze | Total |
| ----- | ---------------------------- | -- | ------ | ------ | ----- |
| 1     | États-Unis                   | 1  | 0      | 0      | 1     |
| 1     | Grande-Bretagne              | 1  | 0      | 0      | 1     |
| 1     | Italie                       | 1  | 0      | 0      | 1     |
| 4     | Allemagne                    | 0  | 1      | 1      | 2     |
| 5     | Belgique                     | 0  | 1      | 0      | 1     |
| 5     | Corée du Sud                 | 0  | 1      | 0      | 1     |
| 7     | Athlètes individuels neutres | 0  | 0      | 1      | 1     |
| 7     | Australie                    | 0  | 0      | 1      | 1     |
| Total | Total                        | 3  | 3      | 3      | 9     |